# Калпана Датта
Калпана Датта, в шлюбі Джоші (бенг. কল্পনা দত্ত; (27 липня 1913 , Sreepur Kharandwip Uniond, Британська Індія  — 8 лютого 1995 , Делі ) — національна героїня Індії, активістка індійського національно-визвольного руху. Членкиня групи збройного опору під керівництвом Сур'ї Сена, де брала участь у захопленні Читтагонгської зброярні в 1930 році. Пізніше вступила до лав Комуністичної партії Індії. 

## Дитинство та юність
Калпана Датта народилася у м. Шріпур в Читтагонгському окрузі провінції Бенгалії в Британській Індії в родині місцевих аристократів. Її дідусь — Дургадас Датта — був нагороджений орденом Британської імперії Рай Бахадур (Rai Bahadur (« Найшановніший Принц», орденом нагороджували нащадків місцевої королівської династії, він був еквівалентний Ордену Офіцера Британської Імперії). Серед родичів Калпани Датти також був бенгальський поет Набін Сен та адвокат і революціонер Джотіндра Мохан Сенгупта. 
Після закінчення школи в 1929 році в Читтагонгу Калпана Датта поїхала до Калькутти і вступила до Бетуна коледжу на факультет природничих наук. Там увійшла до Асоціації студенток, що складалася з революціонерок, які займалися теоретичною та практичною підготовкою до революційної діяльності.

## Озброєний опір
Захоплення Читтагонгського збройового складу озброєною групою Індійської республіканської армії відбулося 18 квітня 1930 року . Після нього британською поліцією було заарештовано деяких лідерів групи: Ананта Сінгх, Ганеш Гхош та Локнатх Бал. 
Калпана Датта вступила до Читтагонгського відділення Індійської республіканської армії у травні 1931 року і відповідала в партії за доставку вибухових речовин із Калькутти. Датта мала організувати вибух будівлі суду під час спеціального трибуналу з метою звільнення заарештованих товаришів з опору. Змова була розкрита і поліція наклала обмеження на пересування революціонерки. Проте, переодягаючись у чоловічий одяг, вона регулярно відвідувала село лідера опору Сур'ї Сена. При цьому разом із своєю подругою Притілатою Ваддедар вчилася стрільбі. У вересні 1931 року подругам було доручено організацію нападу на Європейський клуб, місце зустрічі британської адміністративної еліти. Але за тиждень до нападу дівчат заарештували поодинці. Притілата була оточена поліцією і наклала на себе руки, прийнявши таблетку ціаністого калію. Калпан була заарештована, але випущена під заставу. Тож вона пішла у підпілля і продовжила революційну діяльність. 
17 лютого 1933 року поліція виявила місце укриття революціонерів. Сур'я Сен був заарештований, Калпана змогла втекти, але за місяць її заарештували за наведенням зрадника.
Суд засудив Калпану Датту до довічного ув'язнення. Лідери руху — Сурья Сен і Таракешвар Дастідар — були страчені через повішення. На захист юної Калпани Датти по Індії прокотилася серія мітингів та масових голодувань, Рабіндранат Тагор писав до Британської королівської адміністрації клопотання стосовно пом'якшення міри покарання. В результаті термін ув'язнення було скорочено до шести років.

## Подальше життя
Вийшовши на волю, Калпана закінчила університет Калькутти і вступила до Комуністичної партії Індії, а в 1943 році пошлюбила Пурана Чанда Джоші, першого генерального секретаря Комуністичної партії Індії. Після цього почала вивчати російську, через що часто приїжджала до столиці СРСР Москви на стажування та у відрядження, здебільшого пов'язані з діяльністю організованого нею Всеіндійського інституту вивчення російської мови.
У шлюбі народила двох синів — Чанда і Сураджа. Сурадж Джоші закінчив ВДІК у Москві, став режисером документального кіно та працював у Національній Раді Освітнього Дослідження та Навчання (NCERT) у Делі. Чанд Джоші — журналіст головної індійської газети «Хіндустан Таймс», здобув популярність після опублікування книги про сикхських терористів «Бхіндранвал: Міф і Реальність». Його дружина Маніні Чаттерджі написала бестселер про захоплення складу зброї в Читтагонгу, під назвою «Зробити і Померти: Повстання Читтагонг 1930—1934 рр». На основі сюжету книги відомий індійський режисер Ашутош Говарікер зняв фільм . Кінокартина Khelein Hum Jee Jaan Sey «Грали ми, панове, з життям»), вийшла у грудні 2010 року. Роль Калпани зіграла Діпіка Падуконе .
Померла Калпана Датта 8 лютого 1995 року у Делі на 82-му році життя.